# Attalea septuagenata
Attalea septuagenata là loài thực vật có hoa thuộc họ Arecaceae. Loài này được Dugand mô tả khoa học đầu tiên năm 1953.